# Idiocera (Idiocera) lindseyi
Idiocera (Idiocera) lindseyi is een tweevleugelige uit de familie steltmuggen (Limoniidae). De soort komt voor in het Nearctisch gebied.